# Anton Scherrer
Anton Scherrer (* 8. September 1942 in Zell) ist ein Schweizer Manager.

## Ausbildung und Beruf
Ab 1963 studierte Scherrer an der ETH Zürich Agrarwissenschaften und erwarb 1967 das Diplom eines Ingenieur-Agronomen. 1970 promovierte er mit einer Dissertation über die Würze des Biers. Ab 1967 arbeitete er als Forschungsassistent an der Versuchsanstalt der Schweizerischen Brauereien. Ab 1970 leitete er dort das biologische Forschungslabor und die Versuchsbrauerei. 1973 bis 1976 arbeitete er bei der Mineralquelle Eglisau und dann als Betriebsleiter der Unifontes AG (Feldschlösschen-Brauerei). 1977 wechselte er zur Brauerei Hürlimann, wurde Braumeister sowie Vizedirektor und 1983 technischer Direktor. 1984 bis 1989 war er für die operative Geschäftsleitung zuständig, und 1990 bis 1991 leitete er den Brauereikonzern als Vorstandschef. 1991 wechselte er zum Migros-Genossenschafts-Bund, wo er von 2001 bis 2002, als Nachfolger von Peter Everts, als Präsident der geschäftsführenden Verwaltungsdelegation amtierte und von 2002 bis 2005 als Präsident der Generaldirektion. 2002 wurde er mit dem Sonderpreis des Ökomanagers des Jahres ausgezeichnet. Nach der Migros wurde er als Nachfolger von Markus Rauh (und Vorgänger von Hansueli Loosli) Verwaltungsratspräsident der Swisscom. Sein Nachfolger bei der Migros wurde Herbert Bolliger. Beim Militär stieg er als Reservist bis zum Oberst auf.